# اسکالنا
اسکالنا (به اسپانیایی: Escalona) یک شهرستان در اسپانیا است که در استان تولدو واقع شده‌است.

## خصوصیات
اسکالنا ۷۳ کیلومترمربع مساحت و ۳٬۵۲۱ نفر جمعیت دارد و ۵۵۰ متر بالاتر از سطح دریا واقع شده‌است.